# Fontaine-Denis-Nuisy
Fontaine-Denis-Nuisy település Franciaországban, Marne megyében. Lakosainak száma 235 fő (2022. január 1.). Fontaine-Denis-Nuisy Barbonne-Fayel, La Celle-sous-Chantemerle, Chantemerle, La Forestière, Saint-Quentin-le-Verger és Saron-sur-Aube községekkel határos.

## Történelem
Fontaine-Denis és Nuisy községek története 1846 óta fonódik össze.

## Népesség
A település népességének változása:
| Lakosok száma | 286  | 268  | 245  | 253  | 236  | 235  | 234  | 232  | 230  | 235  |
|               | 1968 | 1982 | 1990 | 2006 | 2013 | 2015 | 2017 | 2019 | 2020 | 2022 |

## Nevezetességek
- Fontaine-Denis-i templom a XV. századból, melynek falán egy, a végítéletet ábrázoló freskó található
- Nuisy dolmen az újkőkorszakból